# Erigonops littoralis
Erigonops littoralis là một loài nhện trong họ Linyphiidae. Chúng được J. Hewitt miêu tả năm 1915 và chỉ được tìm thấy ở Nam Phi.